# Right Here, Right Now (My Heart Belongs to You)
Right Here, Right Now (My Heart Belongs to You) è il singolo di debutto della cantante svedese Agnes, pubblicato nel 2005 da Columbia Records.

## Il disco
Il brano è stato scritto da Jörgen Elofsson e pubblicato come primo estratto dall'album d'esordio dell'artista vincitrice del programma televisivo Pop Idol 2005 in Svezia, l'eponimo Agnes.

## Tracce
1. Right Here Right Now (My Heart Belongs to You) – 4:09 (Jörgen Elofsson)
2. Right Here Right Now (My Heart Belongs to You) (Instrumental Version) – 4:09 (Jörgen Elofsson)

## Cover
- Nel 2006 la cantante olandese Raffaëla Paton ne ha realizzato una cover nel 2006, contenuta nel suo album d'esordio Raffaëla.